# 万盛区
万盛区（ばんせいく）は中華人民共和国重慶市にかつて存在した市轄区。

## 歴史
2011年に廃止され、綦江区に統合された。

## 行政区画
下部に2街道、8鎮を管轄された。
- 街道:万盛街道、東林街道
- 鎮:万東鎮、南桐鎮、青年鎮、関壩鎮、叢林鎮、石林鎮、金橋鎮、黒山鎮